# فاينل فانتسي: فور هيروز أوف لايت
فاينل فانتازي: فور هيروز أوف لايت، المعروفة في اليابان باسم هيكاري نو 4 سينشي - فاينل فانتازي غايدن- (光の4戦士-ファイナルファンタジー外伝- هيكاري نو يون سينشي -فاينارو فانتاجي غايدن، محاربو النور الأربعة –قصة فاينل فانتازي الجانبية-)، هي لعبة فيديو تقمص الأدوار من إنتاج شركة ماتريكس سوفتوير والتي نشرتها سكوير إنكس على نينتندو دي إس. وهو مشتقة من سلسلة فاينل فانتازي وأصدرت في اليابان من قبل سكوير إنكس في خريف عام 2009. ثم في أمريكا وأوروبا في خريف 2010.
تحكي اللعبة قصة أربعة شبان يرتحلون حول العالم لتحرير وطنهم من لعنة رهيبة. قام فريق التطوير بإعداد تتمة، وتطورت في النهاية إلى لعبة بريفلي ديفولت عام 2012.